# Ліспаркхоз
Ліспаркхо́з (рос. Леспаркхоз) — селище у складі Ленінського міського округу Московської області, Росія.

## Населення
Населення — 33 особи (2010; 21 у 2002).
Національний склад (станом на 2002 рік):
- росіяни — 100 %